# Gangneung
Gangneung é uma cidade sul-coreana localizada na província de Gangwon.

## Jogos Olímpicos de Inverno de 2018
A cidade sediará os eventos de esportes indoor dos Jogos Olímpicos de Inverno de 2018 e dos Jogos Paralímpicos de Inverno de 2018 em Pyeongchang. Todas essas instalações, exceto o Centro de Curling de Gangneung, foram construídos para os Jogos.
- Parque Olímpico de Gangneung
  - Centro de Hóquei de Gangneung – Hóquei no gelo
  - Centro de Curling de Gangneung – Curling
  - Oval de Gangneung – Patinação de velocidade
  - Arena de Gelo de Gangneung – Patinação de velocidade em pista curta e patinação artística
- Centro de Hóquei de Kwandong - Hóquei no gelo

A cidade também sediará a Vila Olímpica para os atletas e o Centro de Imprensa.